# روبرت وولف
روبرت وولف (بالإنجليزية: Robert Wolf)‏ هو شخصية أعمال أمريكي، ولد في 8 مارس 1962.

## وصلات خارجية
- روبرت وولف على موقع إن إن دي بي (الإنجليزية)